# Skrobów
Skrobów [pronunciación en polaco: /ˈskrɔbuf/] es un pueblo en el distrito administrativo de Gmina Lubartów, dentro de Lubartów, Voivodato de Lublin, en el este de Polonia. Se encuentra aproximadamente 4 kilómetros al oeste de Lubartów y 25 kilómetros al norte de la capital regional, Lublin.